# Haidmühle
Haidmühle er en kommune i Landkreis Freyung-Grafenau i Regierungsbezirk Niederbayern i den tyske delstat Bayern.

## Geografi
Kommunen ligger i Region Donau-Wald ved floden Kalte Moldau i Bayerischer Wald, ved grænsen til Tjekkiet. Haidmühle ligger 25 km fra Freyung, 24 km fra Waldkirchen og 20 km fra grænsen til Østrig.
Få meter ligger grænseovergangen Nové Údolí (Neuthal) til Stožec (Tusset), der er åben for fodgængere og cyklister.
I kommunen er der følgende landsbyer og bebyggelser: Der er Haidmühle, Auersbergreut, Bischofsreut, Frauenberg, Haberau, Langreut, Leopoldsreut, Ludwigsreut, Marchhäuser, Philippsreut, Raumreut, Schnellenzipf, Schwarzenthal og Theresienreut.